# Saint-Christophe-sur-Condé
Saint-Christophe-sur-Condé és un municipi francès situat al departament de l'Eure i a la regió de Normandia. L'any 2007 tenia 377 habitants.

## Demografia

### Població
El 2007 la població de fet de Saint-Christophe-sur-Condé era de 377 persones. Hi havia 153 famílies de les quals 31 eren unipersonals (23 homes vivint sols i 8 dones vivint soles), 61 parelles sense fills, 53 parelles amb fills i 8 famílies monoparentals amb fills.
La població ha evolucionat segons el següent gràfic:
Habitants censats

### Habitatges
El 2007 hi havia 212 habitatges, 150 eren l'habitatge principal de la família, 45 eren segones residències i 18 estaven desocupats. 206 eren cases i 4 eren apartaments. Dels 150 habitatges principals, 129 estaven ocupats pels seus propietaris i 21 estaven llogats i ocupats pels llogaters; 1 tenia una cambra, 4 en tenien dues, 20 en tenien tres, 46 en tenien quatre i 79 en tenien cinc o més. 139 habitatges disposaven pel capbaix d'una plaça de pàrquing. A 62 habitatges hi havia un automòbil i a 80 n'hi havia dos o més.

### Piràmide de població
La piràmide de població per edats i sexe el 2009 era:
| Homes | Edats   | Dones |
| ----- | ------- | ----- |
| 0     | 95 o +  | 0     |
| 0     | 90 a 94 | 0     |
| 0     | 85 a 89 | 0     |
| 0     | 80 a 84 | 4     |
| 4     | 75 a 79 | 8     |
| 8     | 70 a 74 | 4     |
| 16    | 65 a 69 | 12    |
| 8     | 60 a 64 | 8     |
| 12    | 55 a 59 | 8     |
| 12    | 50 a 54 | 12    |
| 12    | 45 a 49 | 12    |
| 8     | 40 a 44 | 16    |
| 4     | 35 a 39 | 4     |
| 8     | 30 a 34 | 16    |
| 16    | 25 a 29 | 4     |
| 8     | 20 a 24 | 12    |
| 16    | 15 a 19 | 4     |
| 8     | 10 a 14 | 8     |
| 0     | 5 a 9   | 4     |
| 4     | 0 a 4   | 8     |

## Economia
El 2007 la població en edat de treballar era de 242 persones, 181 eren actives i 61 eren inactives. De les 181 persones actives 167 estaven ocupades (93 homes i 74 dones) i 14 estaven aturades (5 homes i 9 dones). De les 61 persones inactives 29 estaven jubilades, 16 estaven estudiant i 16 estaven classificades com a «altres inactius».

### Ingressos
El 2009 a Saint-Christophe-sur-Condé hi havia 154 unitats fiscals que integraven 388 persones, la mediana anual d'ingressos fiscals per persona era de 18.866,5 €.

### Activitats econòmiques
Dels 7 establiments que hi havia el 2007, 1 era d'una empresa de fabricació d'altres productes industrials, 2 d'empreses de construcció, 1 d'una empresa financera, 1 d'una empresa immobiliària, 1 d'una empresa de serveis i 1 d'una empresa classificada com a «altres activitats de serveis».
Dels 3 establiments de servei als particulars que hi havia el 2009, 1 era una fusteria, 1 lampisteria i 1 perruqueria.
L'any 2000 a Saint-Christophe-sur-Condé hi havia 25 explotacions agrícoles que ocupaven un total de 404 hectàrees.

## Poblacions més properes
El següent diagrama mostra les poblacions més properes.